# NGC 2312
NGC 2312 is een groep sterren in het sterrenbeeld Eenhoorn. Het hemelobject werd op 18 januari 1828 ontdekt door de Britse astronoom John Herschel.